# Bruno Rojas
Bruno Rojas, född 27 maj 1993, är en friidrottare från Bolivia. Han deltog vid olympiska sommarspelen 2020.